# Rewalk
ReWalk，在台灣稱作ReWalk 友信立可走機器人腳，是一個由阿米徹·高菲爾（Amit Goffer）博士設計，以色列製造商ReWalk机械（ReWalk Robotic，前身為Argo Medical Technologies）設計製造的外骨骼系統，主要用途為協助下肢癱瘓的病友能夠再次站立行走，甚至爬樓梯。這套系統透過背包上的電池供給電力，並由手腕上的遙控器偵測使用者的行動。 再透過電腦系統及活動感測器，模仿自然的步伐，並提供行走速度供使用者自由控制，使癱瘓人士能夠獨自行走。 此產品曾於2013年度最佳發明之一。此產品已於2014年通過美国食品药品监督管理局 認證。
 
Rewalk公司於2014年四月在美國申請上市。

## ReWalk公司
ReWalk公司的始創人阿米徹·高菲爾博士（Amit Goffer）， 1997年他因越野車意外，引致四肢癱瘓 ，親身經歷激發出創作靈感。2001年成立 ReWalk的前身Argo醫療科技公司，由以色列小型的Startup起家。十年內，發展為國際企業，美國、德國和以色列均有其總公司及分行。去年為了籌集5千萬美元資金，短短三十日內已在納斯達克證券交易市場上，獲二億美元股值。

## 版本
ReWalk有發行兩種版本：機構版及個人版。
- 機構版：機構用版本(ReWalk™ Rehabilitation, R-type)有機器腳之尺寸調整功能，讓醫師及治療師能夠針對不同的使用者，調整比例適當的ReWalk機器腳。[8]
- 個人版：個人用版本，專為脊髓損傷(SCI, spinal cord injury)傷友所設計，並且依照使用者的腳長比例，量身打造個人用版本的ReWalk機器腳。[9]

## 運作方式

### 原理
ReWalk是一款提供脊髓損傷患者雙下肢穿戴活動之動力外骨骼，支撐範圍包括雙下肢到軀幹的下半部，於雙邊髖膝關節裝置動力提供髖膝關節活動，再搭配雙手前臂拐來配合外骨骼的活動，用以控制各類動作過程中的平衡穩定。 透過穿戴式支撐裝置、電腦控制系統以及動態感應器，可模擬出如同常人走動的腿部移動模式。下肢的整個外骨骼裝置及電動關節就像鋼鐵人的腳帶動患者的大腿及小腿，可作出交替的自然行走動作。 

### 運作
透過手戴式通報器，可以讓使用者選擇坐到站、站到走、走到停、站到坐等模式。 根據最新的ReWalk個人版6.0，立可走機器人腳行走速度高達每小時2.6公里。

### 重量
ReWalk機器人腳總重量約23.3公斤（內含電腦控制系統的背包重約2.3公斤、機器人腳穿戴式支撐裝置約21公斤）。

## 爭議
ReWalk需經專業復健科醫師診端評估是否適用，經各項檢測評估後，需接受海外原廠認證的物理治療師提供之使用者訓練，以擁有完整的自行使用所需要的技能與知識，待訓練完成後，才能自行使用。另外，ReWalk 的售價相當高，最新的ReWalk 6.0在美國每套價值約 USD$77,000，看來要普及仍有一段路要走。

## 外部連結
- ReWalk 官方網站* （页面存档备份，存于）
- YouTube上的ReWalk Taiwan頻道